# Luís Climent
Luís Climent Asensio (ur. 12 listopada 1966 w Requenie) – hiszpański kierowca rajdowy. Ma za sobą starty w Mistrzostwach Świata i zwycięstwo w FIA Team's Cup w 1999 roku. W 1996 roku był rajdowym mistrzem Hiszpanii.
W 1991 roku Climent zadebiutował w Rajdowych Mistrzostwach Świata. Pilotowany przez Joségo Muñoza i jadący Oplem Corsą GSI nie ukończył wówczas Rajdu Katalonii z powodu awarii skrzyni biegów. W 1992 roku zajął 11. miejsce w tym rajdzie, a w 1993 - 8. i dzięki temu zdobył swoje jedyne 3 punkty w karierze w klasyfikacji generalnej Mistrzostw Świata. W 1997 roku wystartował Mitsubishi Lancerem Evo 3 w serii Production Car i zajął w niej 2. pozycję za Urugwajczykiem Gustavo Trellesem. W PCWRC wygrał jeden rajd, Rajd Wielkiej Brytanii. W 1998 roku był trzeci w PCWRC. W swojej serii zwyciężył w Rajdzie Safari - zajął w nim 7. miejsce w klasyfikacji generalnej, najwyższe w karierze. W 1999 roku wygrał klasyfikację zespołów fabrycznych (FIA Teams' Cup) jadąc Subaru Imprezą, zdobywając 50 punktów i wygrywając Rajd Katalonii, Rajd Korsyki, Rajd Grecji i Rajd Wielkiej Brytanii. W 2000 roku startował w Mistrzostwach Świata w fabrycznym zespole Škody, Škodą Octavią WRC. W 2001 roku po raz ostatni wystąpił w rajdzie Mistrzostw Świata.
Swój debiut rajdowy Climent zaliczył w 1986 roku w wieku 20 lat. W 1996 roku jadąc Citroënem ZX 16S wywalczył swój jedyny w karierze tytuł mistrza Hiszpanii.

## Występy w mistrzostwach świata
| Sezon | Zespół                    | Samochód                                                                              | 1      | 2       | 3          | 4     | 5         | 6         | 7             | 8             | 9             | 10            | 11        | 12                       | 13              | 14              | 15 | 16 | Punkty | Miejsce |
| ----- | ------------------------- | ------------------------------------------------------------------------------------- | ------ | ------- | ---------- | ----- | --------- | --------- | ------------- | ------------- | ------------- | ------------- | --------- | ------------------------ | --------------- | --------------- | -- | -- | ------ | ------- |
| 1991  | Opel Team España          | Opel Corsa GSI                                                                        | Monako | Szwecja | Portugalia | Kenia | Francja   | Grecja    | Nowa Zelandia | Argentyna     | Finlandia     | Australia     | Włochy    | Wybrzeże Kości Słoniowej | NU              | Wielka Brytania |    |    | 0      | -       |
| 1992  | Opel Team España          | Opel Corsa GSI                                                                        | Monako | Szwecja | Portugalia | Kenia | Francja   | Grecja    | Nowa Zelandia | Argentyna     | Finlandia     | Australia     | Włochy    | Wybrzeże Kości Słoniowej | 11              | Wielka Brytania |    |    | 0      | -       |
| 1993  | Opel Team España          | Opel Astra GSI                                                                        | Monako | Szwecja | Portugalia | Kenia | Francja   | Grecja    | Argentyna     | Nowa Zelandia | Finlandia     | Australia     | Włochy    | 8                        | Wielka Brytania |                 |    |    | 3      | 45.     |
| 1997  | Luis Climent              | Mitsubishi Lancer Evo 3 Mitsubishi Lancer Evo 4                                       | Monako | Szwecja | Kenia      | 13    | NU        | NU        | Argentyna     | 14            | Nowa Zelandia | 22            | Indonezja | Włochy                   | NU              | 12              |    |    | 0      | -       |
| 1998  | Luis Climent              | Mitsubishi Lancer Evo 3 Mitsubishi Lancer Evo 4 Renault Mégane Maxi Proton Wira 4WD   | 18     | NU      | 7          | 22    | NU        | NU        | Argentyna     | 20            | Nowa Zelandia | 20            | Włochy    | Australia                | NU              |                 |    |    | 0      | -       |
| 1999  | Valencia Terra y Mar Team | Mitsubishi Lancer Evo 3 Mitsubishi Lancer Evo 5 Subaru Impreza 555 Subaru Impreza WRC | NU     | 25      | 9          | 10    | 9         | 12        | Argentyna     | 7             | Nowa Zelandia | NU            |           | NU                       | Australia       | 12              |    |    | 0      | -       |
| 2000  | Škoda Motorsport          | Škoda Octavia WRC                                                                     | 10     | Szwecja | 8          | 12    | NU        | Argentyna | NU            | Nowa Zelandia | Finlandia     | NU            | Francja   | 14                       | Australia       | 16              |    |    | 0      | -       |
| 2001  | Escudería Bengala         | Toyota Corolla WRC                                                                    | Monako | Szwecja | Portugalia | 14    | Argentyna | Cypr      | Grecja        | Kenia         | Finlandia     | Nowa Zelandia | Włochy    | Francja                  | Australia       | Wielka Brytania |    |    | 0      | -       |